# NGC 5527
NGC 5527 is een spiraalvormig sterrenstelsel in het sterrenbeeld Ossenhoeder. Het hemelobject werd op 19 april 1855 ontdekt door de Ierse astronoom William Parsons.

## Synoniemen
- MCG 6-31-81
- ZWG 191.67
- KUG 1412+366
- PGC 50868